# Кансок (станция метро)
«Кансок» (кор. 간석역) — наземная станция Сеульского метро на Первой (Линия Кёнкин) линии. Станция открыта на уже действующем участке, введённым в эксплуатацию 15 августа 1974 года в составе 1-й очереди Первой линии, между станциями Тонам и Чжуан. Также 11 июля 1994 года на Первой линии была открыта еще одна станция Товон. На станции установлены платформенные раздвижные двери.
Она представлена двумя боковыми платформами. Станция обслуживается Корейской национальной железнодорожной корпорацией (Korail). Расположена в квартале Консок-4-дон района Пупхёнгу города Инчхон (Республика Корея).
На Первой линии поезда Кёнвон экспресс (GWː Gyeongwon) и Кёнкин экспресс (GI: Gyeongin) обслуживают станцию; Кёнбусон красный экспресс (GB: Gyeongbu red express) и Кёнбусон зелёный экспресс (SC: Gyeongbu green express) не обслуживают станцию.
Пассажиропоток — на 1 линии 13 830 чел/день (на 2012 год).